# 布蘭登 (科羅拉多州)
布蘭登（英語：Brandon）是位於美國科羅拉多州凱厄瓦縣的一個人口普查指定地區。

## 地理
布蘭登的座標為38°26′49″N 102°26′23″W / 38.44694°N 102.43972°W，而該地最高點為海拔高度1196米（即3925英尺）。

## 人口
根據2010年美國人口普查的數據，布蘭登的面積為0.30平方千米，當中陸地面積為0.30平方千米，而水域面積為0.00平方千米。當地共有人口21人，而人口密度為每平方千米70人。